# Bratröste
Eine Bratröste ist ein historisches Küchengerät zum Rösten von Fleisch, Wurst, Fisch oder Brot am offenen Herdfeuer. Heutzutage wird dafür eine Pfanne verwendet. 
Die Bratröste besteht aus einer Eisenplatte, auf der die Speise über dem offenen Feuer gebraten wurde. Es gibt runde Rösten, die meistens drehbar an einem Ständer gelagert werden, und rechteckige bzw. trapezförmige Geräte mit drei oder vier Füßen. Die Geräte können schlichte oder reichlich verzierte Schmiedearbeiten sein.